# Grădiștea (Brăila)

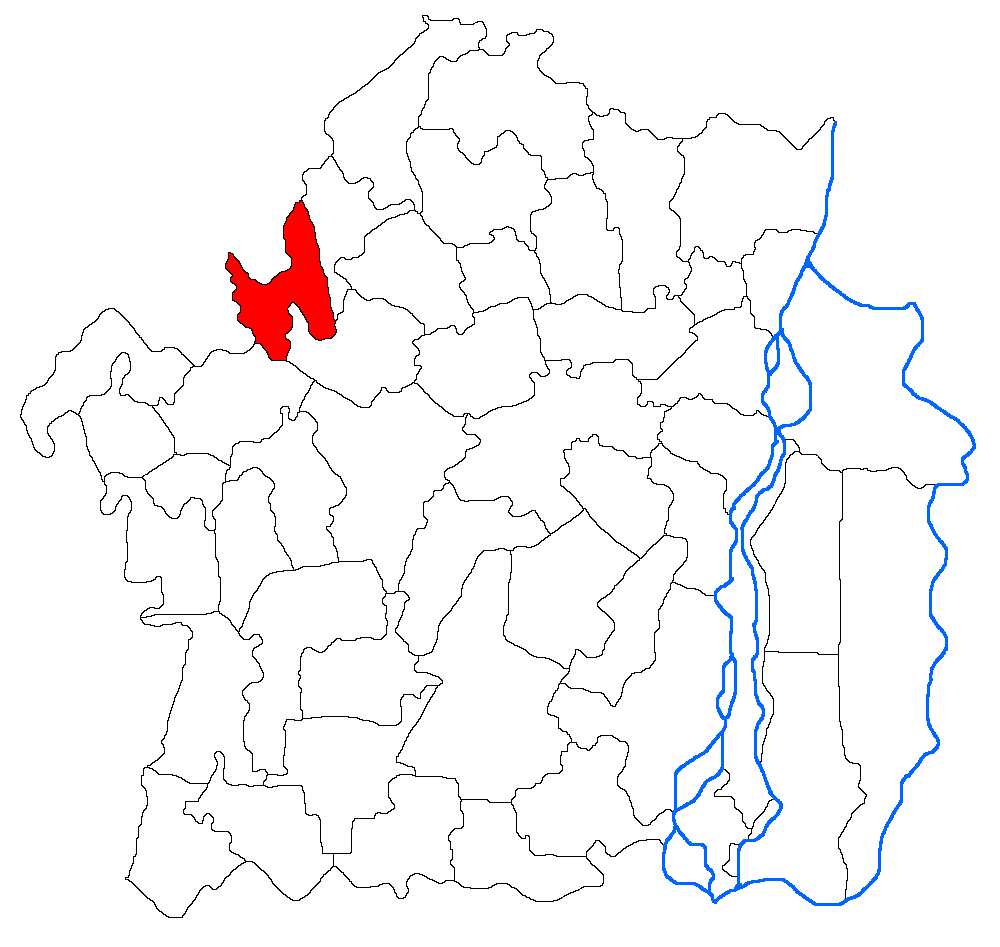
Local aonde a Grădiştea está localizada no mapa da Romênia

Grădiştea é uma comuna romena localizada no distrito de Brăila, na região de Muntênia. A comuna possui uma área de 61.41 km² e sua população era de 2398 habitantes segundo o censo de 2007.